# Folco Lulli
Folco Lulli (Florence, 3 juli 1912 – Rome, 23 mei 1970) was een Italiaans acteur. Hij was vooral te zien in karaktervolle bijrollen in de eerste decennia na de Tweede Wereldoorlog. 

## Leven en werk

### Antifascist en partizaan
Op 23-jarige leeftijd streed Lulli mee tijdens de Tweede Italiaans-Ethiopische Oorlog (1935-1936) en ontwikkelde daar zijn antifascistische overtuiging. 
In 1943 trad hij toe tot het Italiaans verzet en leidde een groep partizanen in Piëmont. Hij werd gevat door de Duitsers en getransporteerd naar Duitsland. Hij slaagde erin te ontsnappen en keerde na de oorlog via de Sovjet-Unie terug naar Italië. 

### Filmcarrière

#### Alberto Lattuada
De vruchtbare filmcarrière van Lulli strekte zich uit over een periode van een kleine vijfentwintig jaar (1946-1970). Het was filmduizendpoot Alberto Lattuada die Lulli ontdekte en hem een rol van gangster gaf in Il bandito (1946). Dit drama, dat zich afspeelde net na de Tweede Wereldoorlog, werd opgenomen in de officiële selectie van de eerste editie van het Filmfestival van Cannes. De volgende jaren deed Lattuada nog meermaals een beroep op Lulli, onder meer in het noodlotsdrama Senza pietà (1948) en in de tragikomedie Luci del varietà (1950), een commercieel succes dat hij regisseerde samen met Federico Fellini. Deze film lanceerde de regisseurscarrière van Fellini die tot dan scenarioschrijver was. 

#### Andere Italiaanse samenwerkingen
Lulli had een wat corpulent voorkomen en een joviaal en communicatief karakter waardoor hij een van de beste en sympathiekste slechteriken van de Italiaanse film werd: in talrijke al dan niet oorlogsgetinte drama's, in bijna even talrijke komedies, in sentimentele drama's, in avonturenfilms en in historische films en later in zijn carrière ook in westerns, spionagefilms en sandalenfilms. 
Lulli werd voornamelijk gecast door regisseurs die populaire films afleverden die meestal enkel in Italië geprogrammeerd werden. Met een aantal onder hen werkte hij meermaals samen: onder meer met Duilio Coletti, Carlo Borghesio, Marino Girolami en Sergio Corbucci. Onder regie van Giuseppe De Santis, een wat bekendere naam onder die cineasten, draaide Lulli La caccia tragica (1948) en Non c'è pace tra gli ulivi (1950), twee films die behoorden tot het genre waarin hij wel meer te zien was: vlak na de Tweede Wereldoorlog gesitueerde drama's. Tot dat genre behoorde ook het drama Fuga in Francia (1948) waarin hij, haaks op zijn overtuigingen, een ter dood veroordeelde fascistische oorlogsmisdadiger op de vlucht speelde.
Vermeldenswaardige succesrijke films waarin Lulli te zien was waren onder meer Come persi la guerra (1947), de eerste neorealistische komische film, Altri tempi (1952), een anthologiefilm van Alessandro Blasetti en de musicalfilm Carosello napoletano (1954).  

#### Henri-Georges Clouzot
In 1953 draaide Lulli een van zijn belangrijkste films. Henri-Georges Clouzot gaf hem een hoofdrol in zijn dramatische avonturenfilm Le Salaire de la peur, een kaskraker. Lulli's vertolking van de goedige en moedige vrachtwagenchauffeur (naast Yves Montand, Charles Vanel en Peter van Eyck als de drie andere vrachtrijders) bezorgde hem de kans om met Franse cineasten als onder meer Marcel Carné, Gilles Grangier, André Cayatte, Denys de La Patellière en Henri Decoin samen te werken en een Frans getinte carrière te ontwikkelen die parallel bleef lopen met zijn Italiaanse. Vermeldenswaardig was onder meer zijn vertolking van het uit het restaurant van Louis de Funès ontvoerde Zuid-Amerikaanse staatshoofd in de commerciële voltreffer Le Grand Restaurant (1966).

#### Mario Monicelli
Reeds in 1949 regisseerden Mario Monicelli en Steno Lulli in het Totò vehikel Totò cerca casa, een komedie die, op twee films na, de Italiaanse filmkassa's het hardst deed rinkelen dat jaar.  
Tien jaar later vertrouwde Monicelli hem twee van zijn beste rollen toe: Lulli was piot naast Alberto Sordi en Vittorio Gassman in Monicelli's meest succesrijke film en de kaskraker van dat jaar: de met de Gouden Leeuw bekroonde oorlogstragikomedie La grande guerra (1959). In 1963 gaf Lulli gestalte aan een uitgebuite textielarbeider in Monicelli's politiek drama I compagni en ontving daarvoor de Nastro d'argento voor beste acteur in een bijrol. Drie jaar later castte Monicelli Lulli een laatste keer in zijn komische historische avonturenfilm L'armata Brancaleone, nog een kassucces. 

#### Eenmalig regisseur
In 1967 regisseerde Lulli zijn enige film: Gente d'onore, een in Sicilië gesitueerd maffiadrama waarvoor hij meeschreef aan het scenario. Hij nam zelf de hoofdrol voor zijn rekening en gaf ook zijn broer Piero een rol.

### Privéleven
Folco Lulli was de oudere broer van de acteur Piero Lulli.
Lulli overleed in 1970 op 57-jarige leeftijd aan een hartinfarct.

## Filmografie (ruime selectie)
- 1946 - Il bandito (Alberto Lattuada)
- 1946 - La primula bianca (Carlo Ludovico Bragaglia)
- 1947 - Il delitto di Giovanni Episcopo (Alberto Lattuada)
- 1947 - Come persi la guerra (Carlo Borghesio)
- 1947 - La figlia del capitano (Mario Camerini)
- 1947 - Il Passatore (Duilio Coletti)
- 1947 - Caccia tragica (Giuseppe De Santis)
- 1948 - L'eroe della strada (Carlo Borghesio)
- 1948 - Vertigine d'amore (Luigi Capuano)
- 1948 - Fuga in Francia (Mario Soldati)
- 1948 - Senza pietà (Alberto Lattuada)
- 1949 - Totò cerca casa (Steno en Mario Monicelli)
- 1950 - Lo sparviero del Nilo (Giacomo Gentilomo)
- 1950 - Non c'è pace tra gli ulivi (Giuseppe De Santis)
- 1951 - Luci del varietà (Federico Fellini en Alberto Lattuada)
- 1951 - Lorenzaccio (Raffaello Pacini)
- 1951 - I figli di nessuno (Raffaello Matarazzo)
- 1951 - Serenata tragica - Guapparia (Giuseppe Guarino)
- 1952 - La Colpa di una madre (Carlo Duse)
- 1952 - Altri tempi (Alessandro Blasetti) (anthologiefilm)
- 1952 - Menzogna (Ubaldo Maria Del Colle)
- 1952 - La peccatrice dell'isola (Sergio Corbucci)
- 1952 - La colpa di una madre (Carlo Duse)
- 1953 - Le Salaire de la peur (Henri-Georges Clouzot)
- 1953 - Jeunes mariés (Gilles Grangier)
- 1953 - Riscatto (Marino Girolami)
- 1953 - Noi cannibali (Antonio Leonviola)
- 1954 - Maddalena (Augusto Genina)
- 1954 - L'Air de Paris (Marcel Carné)
- 1954 - La grande speranza (Duilio Coletti)
- 1954 - Orient Express (Carlo Ludovico Bragaglia)
- 1954 - Carosello napoletano (Ettore Giannini)
- 1954 - Le Comte de Monte-Cristo (Robert Vernay)
- 1955 - Fortune carrée (Bernard Borderie)
- 1956 - La risaia (Raffaello Matarazzo)
- 1956 - Londra chiama Polo Nord (Duilio Coletti)
- 1956 - L'Homme et l'Enfant (Raoul André)
- 1957 - Il cielo brucia (Giuseppe Masini)
- 1957 - Io Caterina (Oreste Palella)
- 1957 - Oeil pour oeil (André Cayatte)
- 1958 - Nel segno di Roma (Guido Brignone)
- 1959 - Délit de fuite (Bernard Borderie)
- 1959 - La grande guerra (Mario Monicelli)
- 1959 - Lupi nell'abisso (Silvio Amadio)
- 1959 - La Nuit des traqués (Bernard Roland)
- 1960 - Les Régates de San Francisco (André Cayatte)
- 1960 - Sotto dieci bandiere (Duilio Coletti)
- 1960 - Esther and the King (Raoul Walsh)
- 1961 - Il ratto delle Sabine (Richard Pottier)
- 1961 - I Tartari (Richard Thorpe)
- 1962 - La Fayette (Jean Dréville)
- 1963 - I compagni (Mario Monicelli)
- 1963 - Il segno di Zorro (Mario Caiano)
- 1963 - D'Artagnan contro i 3 moschettieri (Fulvio Tulli)
- 1963 - Dulcinea (Vicente Escrivá)
- 1964 - Oltraggio al pudore (Silvio Amadio)
- 1964 - Les Parias de la gloire (Henri Decoin)
- 1964 - La fabuleuse Aventure de Marco Polo (Denys de La Patellière)
- 1966 - L'armata Brancaleone (Mario Monicelli)
- 1966 - Le Grand Restaurant (Jacques Besnard)
- 1966 - Testa di rapa (Giancarlo Zagni)
- 1967 - Gente d'onore (Folco Lulli)
- 1968 - Anche nel West c'era una volta Dio (Marino Girolami)
- 1968 - Spara, Gringo, spara (Bruno Corbucci)
- 1969 - Une veuve en or (Michel Audiard)
- 1971 - Tre nel mille (Franco Indovina)

## Prijzen
- 1964 : I compagni: Nastro d'argento voor beste acteur in een bijrol